# Феодосийский уезд
Феодосийский уезд — административная единица в Таврической губернии Российской империи. Административный центр — город Феодосия.
В земско-хозяйственном отношении к Феодосийскому уезду было причислено Керчь-Еникальское градоначальство.

## География

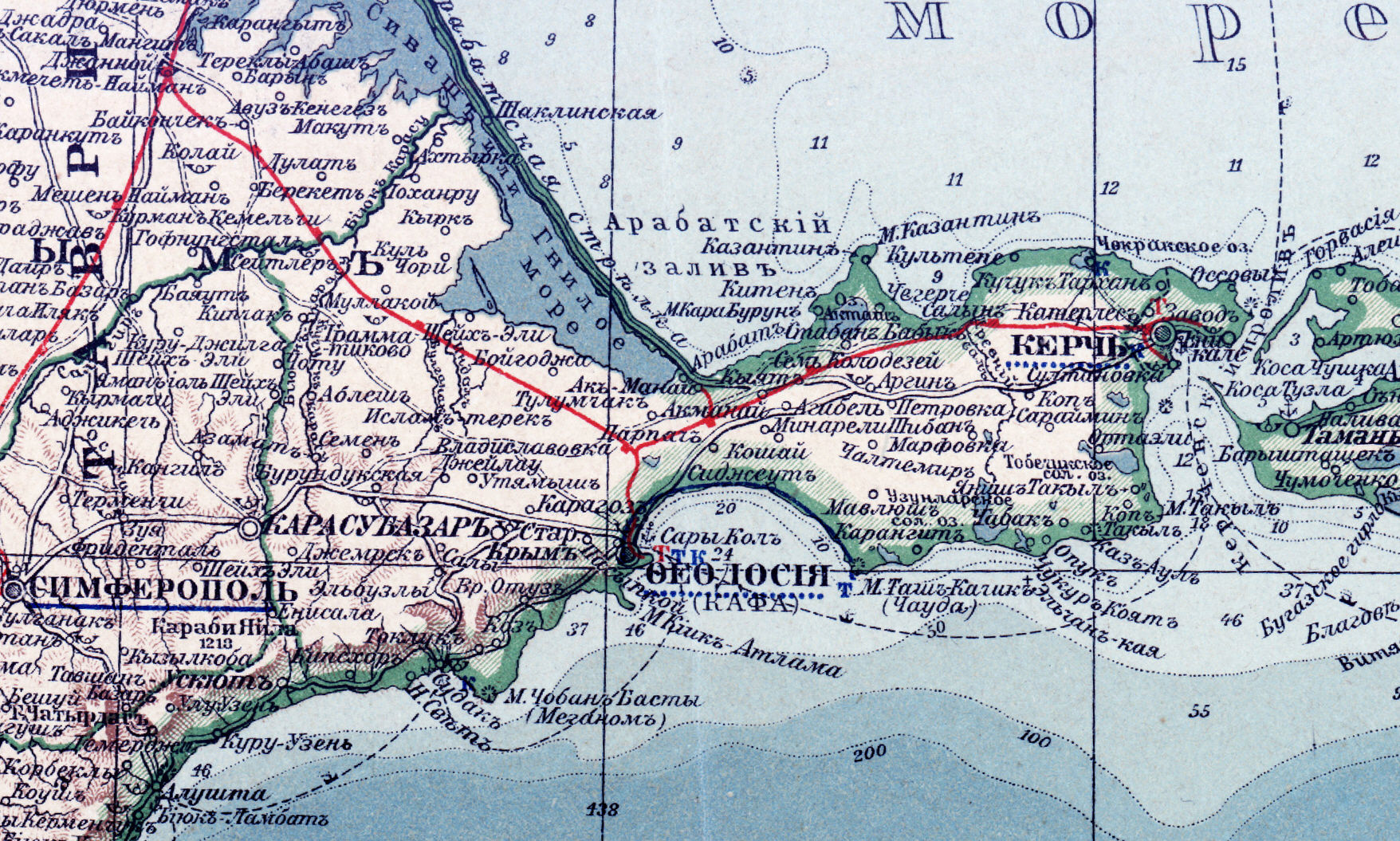
Феодосийский уезд на карте 1903 года

Феодосийский уезд занимал восточную часть Крымского полуострова и юго-восточную Таврической губернии; с Юга он прилегал к Чёрному морю, с Востока — к Керчь-Еникальскому (в древности — Босфор Киммерийский) проливу, с Северо-Востока и Севера — к Азовскому морю.
Берега Чёрного моря и Керчь-Еникальского пролива образуют залив с удобными для судов бухтами (при гг. Феодосии и Керчи), Азовское море имеет плоские, малоизрезанные берега; узкой, низменной полосой земли, так назыв. Арабатской стрелкой или косой оно отделяется от болотистого залива — Гнилого моря или Сиваша.

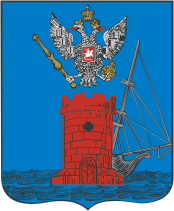
Герб Феодосийского уезда (с 1844 г.)

Площадь Феодосийского уезда занимает 6152,5 кв. вёрст или 640844 дес., в том числе под внутренними озёрами (исключая Сиваша) — 92,2 кв. вер., Арабатской стрелкой — 211 кв. в. и под Керчь-Еникальским градоначальством — 143,9 кв. в. (около 15 тыс. дес.).
Поверхность
Феодосийский уезд по своему орографическому устройству подразделяется на степную и гористую полосы; степная полоса занимает северную часть уезда и восточную или Керченский полуостров, между морями Чёрным и Азовским; гористая полоса расположена на Юго-Западе уезда, начиная от гор. Феодосия до границ с Ялтинским и Симферопольским уездами.
Степная часть уезда отличается сухостью, недостатком проточных вод, отсутствием леса; почва здесь солончаково-глинистая; из рек более значительные: Салгир (в пределах уезда — 35 вёрст) с притоками Карасу и Биюк-Карасу, Индол (45 вер) с Булганаком (35 вер.), все переименованные реки орошают большей частью северную половину уезда, все они маловодны, впадают в Сиваш, летом, часто пересыхая, теряются в степи, не дойдя до моря. Колодезная вода степной части Феодосийского уезда солоновата и не всегда годна для питья, так что жители обыкновенно устраивают особые резервуары для скопления и хранения дождевой и весенней воды; в конце XIX века пробуравлено несколько артезианских колодцев.
В восточной части Керченского полуострова разбросаны невысокие, грязные вулканы (сопки), извергающие жидкую грязь с примесью нефти и газов. Грязь, выбрасываемая сопками, большей частью холодная, но бывает и тёплою; случается, что извержение сопровождается пламенем и дымом.
Крымские горы входили в Феодосийский уезд с Юго-Запада из уездов Ялтинского и Симферопольского; они в пределах Феодосийского уезда невысоки; высшие их точки — Сугут-оба (3096 фт.) у верховьев р. Индола и Агермыш (2342 фт.) близ зашт. г. Старого Крыма; гора Тете-оба у города Феодосии возвышается всего на 916 фт., остальные ещё ниже. Горы, постепенно понижаясь с З к В, оканчиваются у г. Феодосии мысом Св. Ильи, южный склон гор подходит к самому Чёрному морю.
Горы Феодосийского уезда изрезаны долинами, довольно хорошо орошенными, скаты которых покрыты фруктовыми садами и виноградниками; из долин наиболее обширная Судакская, спускается к Чёрному морю.
Озера расположены преимущественно на Керченском полуострове; они все соленые, из них более обширные: Акташ (27,2 кв. в.), Узунлар (20,8), Тобечикское (14,8), Геничекское (на Северо-Западе Арабатской косы), Чокрак (в 14 в. от г. Керчи, бл. берега Азовского моря, 6,2 кв. в., грязелечебное заведение), Чурубаш (4,8) и др.

## История

Карта Феодосийского уезда 1902 г.

Образован в 1784 году в составе Таврической области как Левкопольский уезд. В 1787 году переименован в Феодосийский уезд. В 1796 году упразднён. Воссоздан в 1802 году в составе Таврической губернии. Упразднён в 1921 году при создании Крымской АССР.

## Население
Население в 1897 г. состояло из 158119 чел. (87037 мжч. и 71082 жнщ.), из них 60910 чел. (34466 мжч. и 26444 жнщ.) в городах Феодосии (27238), Старом Крыму (3320), Керчи (28982) и Еникале (1360). На 1 кв. в. в Ф. уезде приходится ок. 26 жит.; уезд принадлежит к числу средненаселенных в губернии. Более всего в уезде русских (47 %; как великороссов, так и малороссов) и татар (42 %), затем идут немцы (5 %), армяне (2 %), евреи (2 %), караимы и др. национальности (2° %). Русские, за исключением 500 чел. раскольников, православные, немцы — лютеране и католики; среди армян есть католики (со времен генуэзского владычества).
Немцы-колонисты поселились в Феодосийском уезде в начале XIX века и образуют 3 колонии; среди них много выходцев из Швейцарии.

## Экономика
Из 601435 десятин учтённой земли состоит во владении: крестьян (в наделе) — 28828, казны — 21700, церкви — 11174, городов — 18372, частных владельцев — 521361 дес. Одна треть частного землевладения в руках дворян, половина — крестьян-собственников (в том числе и немцев-колонистов); остальная часть (ок. 17 %) принадлежит купцам, мещанам и др. 
По угодьям земля распределяется так: пашни — 381509 дес., сенокосной и пастбищной — 125471, лесной — 35832, остальной удобной — 11513 и неудобной — 47110 дес. Пахатн. земли принадлежат преимущественно крестьянам (62 %), лес — казне (60 %). 
Занятия уездных жителей весьма разнообразны: на Керченском полуо-ве и Арабатской косе преобладают скотоводство (овцы), рыболовство и добыча соли (из озёр и Сиваша), в сев.-зап. степной части у. и по сев. склонам гор — хлебопашество и скотоводство, в долинах гор, особенно по южному их склону — садоводство, виноградарство и табаководство; в горах сильным подспорьем для жителей служит сбор лесных орехов.
Земледелие. Из хлебов в Феодосийском уезде сеют главным образом озимую пшеницу, овёс и ячмень; рожь, яровую пшеницу и др. яровые хлеба — в незначительном количестве. В годы среднего и хорошего урожаев значительное количество хлеба вывозится за границу. Табак культивируют в значительных размерах, преимущественно дешевые сорта. Лучшие фруктовые сады — в долинах верховьев pp. Карасу и Тунаса, близ г. Карасу-Базара (находящегося в пределах Симферопольского у., но близ границы Феодосийского) и в окрестностях колонии Судака. Лучшие виноградники — в колонии Судаке и его долине (до 100 тыс. вед. вина); всего виноградников в Ф. у. 1633 дес., фруктовых садов — 849 дес. Скота в 1900 г. в Феодосийском уезде было: лошадей — 26452, крупного рогатого скота — 64447 гол., овец — 259214, верблюдов — 578, свиней — 9851. Шерсть от овец отправляют на украинские ярмарки и за границу. 
Рыболовство в Чёрном и Азовском морях развито; ловятся сельдь (керченская), кефаль, а из красной рыбы — осетр, севрюга и белуга. Соли из Сиваша и озёр Ф. уезда добывается св. 10 млн пд. ежегодно. Нефть добывается на Керченском полуо-ве в незначительном количестве. Фабрично-заводская промышленность в уезде незначительна; из городов она более развита в Керчи (см.). 
Ф. уезд прорезан жел.-дор . линиями Джанкой — Ф. (102 в.) и Владиславовка (в 13 в. от г. Феодосии) — Керчь (85 в.), всего 187 вер. 
Медицина (1902 г.). Уездное земство содержит 2 больницы, 1 приемный покой и 5 амбулаторий; при них врачей — 9, фельдшеров — 17 и фельдшериц-акушерок — 6. Больных в 1901 г. было стационарных — 1133, амбулаторных — 33269. 
Народных школ в 1903 г. в уезде было: земских — 27 (с 1521 ученик.), сел.-общественных — 24 (615), минист. — 2 (112), церковно-приход. — 13 и школ грамоты — 11 (в тех и других 1038 учен.); всего 77 школ, с 3286 учен. (2042 мал. и 1244 дев.). 
Земский бюджет по смете 1903 г. Расходы — 232375 р., из них на содержание уездн. зем. управления — 20826, народное образование — 63394, медицинскую часть — 67519 руб. 
Главную статью доходов (ок. 75 %) составляют сборы с недвижимых имуществ. Ф. уезд представляет выдающийся интерес в археологическом отношении: много остатков старины в самом уездн. городе, в г. Старом Крыму (см.), в долине Судака (см.) и особенно в г. Керчи (см.) и его окрестностях. 
Ср. П. И. Сумарокова «Путешествие по всему Крыму и Бессарабии в 1799 г.» (М., 1800); H. Мазуркевич, «История генуэзских поселений в Крыму» (Одесса, 1837); H. Головкинский, «Путеводитель по Крыму» (изд. 6, Симф., 1894); «Сборн. стат. свед. по Таврич. губ.», т. I II («Стат. табл. о хоз. положении селений Ф. у. и Керчь-Еник. градонач.», Симф. 1886); ост. литер. см. Таврическая губ.